# Pilea impressa
Pilea impressa es una especie de planta del género Pilea, perteneciente a la familia Urticaceae.

## Taxonomía
Pilea impressa fue descrita por Ignatz Urban en 1907.

## Distribución
Se encuentra en el territorio de Jamaica.